# Museo Estatal del Bacanora
El Museo Estatal del Bacanora está ubicado en el pueblo de Bacanora, en el municipio del mismo nombre en la Sierra Madre occidental, el este y centro del estado mexicano de Sonora y a 190 km de Hermosillo y tres horas de duración. 
El museo muestra la historia del licor que es uno de los 13 productos mexicanos que cuentan con  denominación de origen. Ahí se exponen los datos históricos y de preparación más importantes del bacanora, licor originario de la región. El museo abrió sus puertas en 2010. La producción, consumo y comercialización del bacanora hasta 1994 era clandestina porque fue ilegal hasta 1994. Ahí se muestra el documento que avala la denominación de origen, artefactos y herramientas para el proceso de elaboración del licor.  
El edificio alberga el museo por su antigüedad es catalogado como un Bien Inmueble con Valor Cultural por el Instituto Nacional de Antropología e Historia (INAH) para su preservación.Fue construido con materiales de ladrillo y vigas de madera, y su construcción, inició en el año de 1933 y se finalizó en 1935.Originalmente funcionaba como palacio municipal. 
En noviembre el museo forma parte del Festival anual del Bacanora,y de la Ruta de Bacanora.